# U-21-Fußball-Europameisterschaft 2011

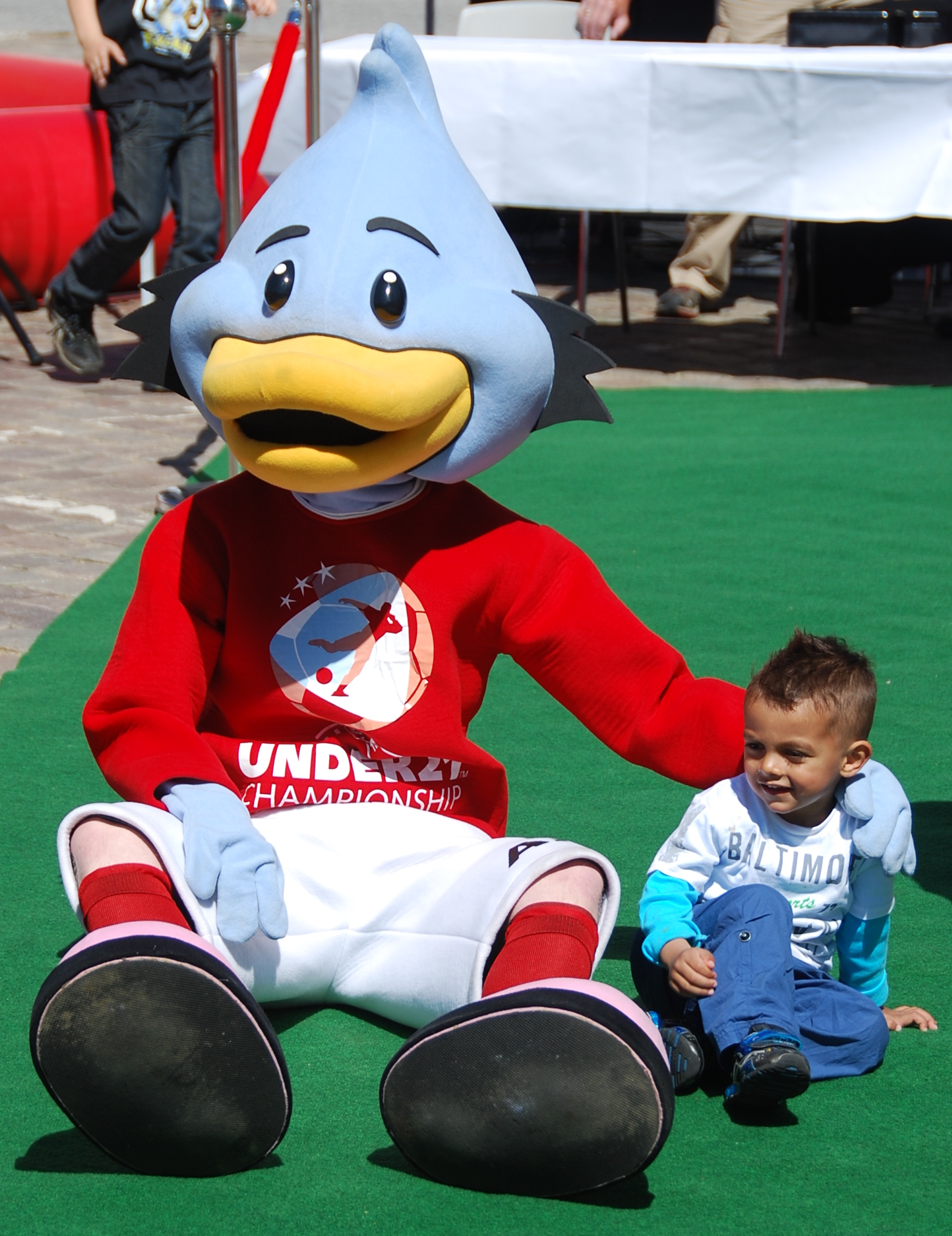
EM-Maskottchen „Andy“

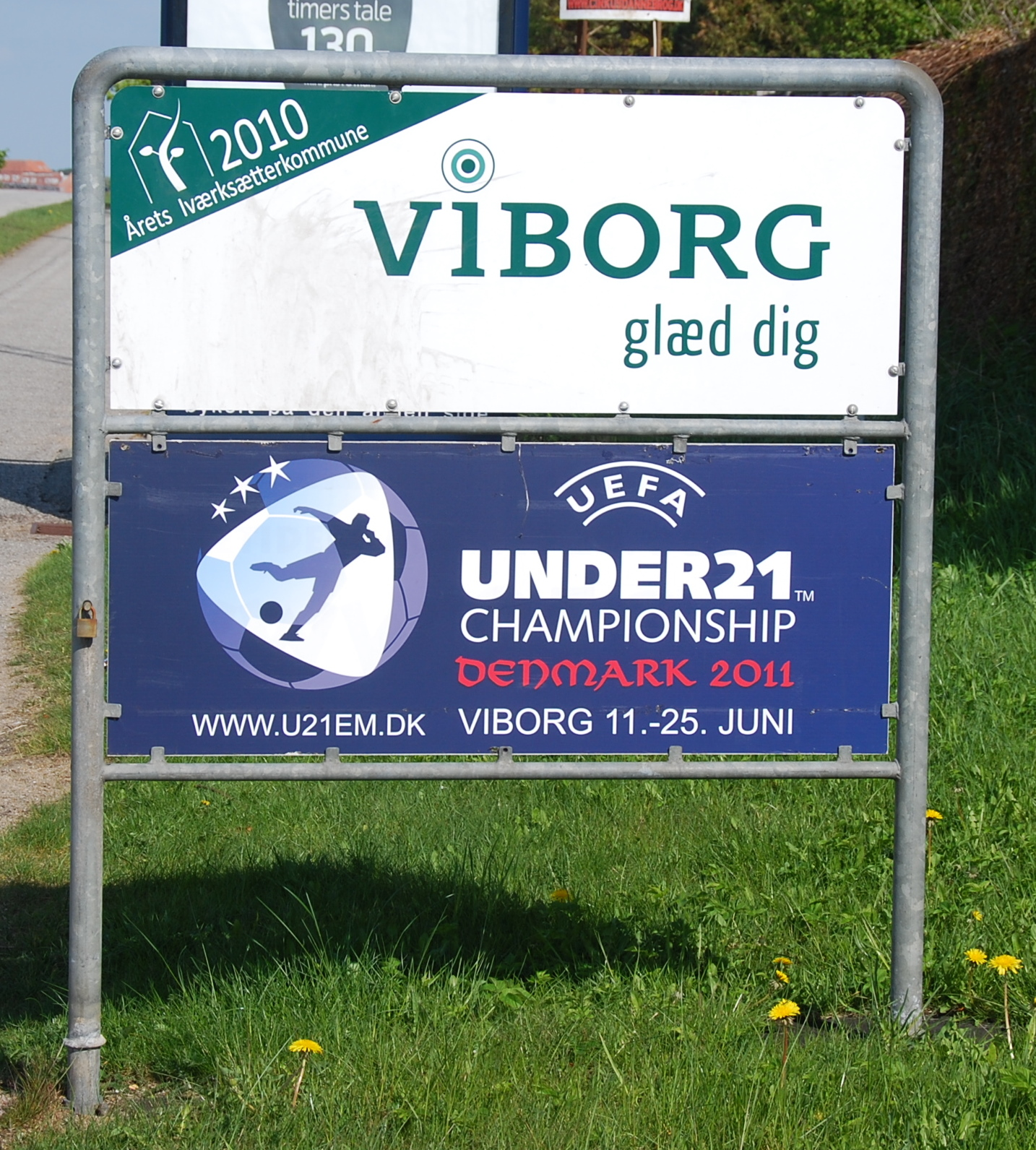
Werbung für das Turnier in Viborg (Bild: Lars Schmidt)

Die Endrunde der U-21-Fußball-Europameisterschaft 2011 fand vom 11. bis 25. Juni erstmals in Dänemark statt. Es durften Spieler teilnehmen, die am oder nach dem 1. Januar 1988 geboren wurden. An der 21. U-21-Fußball-Europameisterschaft beteiligten sich erstmals alle Mitgliedsverbände der UEFA – zu diesem Zeitpunkt 53 Nationen. Dänemark war als Veranstalter automatisch für die Endrunde der letzten acht Teams gesetzt. Die anderen sieben Endrundenteilnehmer mussten sich zuerst qualifizieren.
Als Sieger ging die spanische U-21-Mannschaft aus dem Turnier hervor, die im Endspiel die Schweiz mit 2:0 (1:0) besiegen konnte. Für Spanien bedeutete dies nach 1986 und 1998 den dritten Titel, während sich die Schweiz erstmals für das Finale qualifizieren konnte.
Das Turnier diente auch als europäische Qualifikation für das Fußballturnier der Männer bei den Olympischen Spielen 2012 in London.

## Modus
Die Mannschaften wurden in zwei Gruppen eingeteilt. Die Gruppensieger und die Zweitplatzierten erreichten das Halbfinale, die Sieger der Halbfinals das Finale. Bei Punktgleichheit entschied der direkte Vergleich.

## Teilnehmer
Für das Turnier hatten sich folgende U-21-Nationalmannschaften qualifiziert:
- Dänemark (Ausrichter)
- England
- Island
- Schweiz
- Spanien
- Tschechien
- Ukraine
- Belarus

→ Für die Mannschaftskader siehe den Unterartikel U-21-Fußball-Europameisterschaft 2011/Kader

## Spielorte
| Aalborg |

| Aarhus |

| Viborg |

| Herning |

| Aalborg |

| Aarhus |

| Viborg |

| Herning |

## Vorrunde

### Gruppe A
Während sich die Schweiz mit drei überzeugenden Siegen souverän den Gruppensieg holte, spielten sich dahinter dramatische Szenen ab: Nach Abschluss der Vorrunde lagen drei Mannschaften mit jeweils drei Punkten gleichauf, sodass gemäß Reglement die direkten Begegnungen zur Entscheidung herangezogen wurden. Hier hatte Belarus mit einer Tordifferenz von 3:2 gegenüber Island (3:3) und Veranstalter Dänemark (3:4) das bessere Ende für sich. Während Islands Trainer Eyjólfur Sverrisson trotz des Ausscheidens durchaus zufrieden war und die „perfekte Einstellung“ seiner Spieler lobte, war der dänische Coach Keld Bordinggaard dementsprechend enttäuscht und klagte, an der mangelnden Chancenauswertung gescheitert zu sein.
| Pl. | Land     | Sp. | S | U | N | Tore    | Diff. | Punkte |
| --- | -------- | --- | - | - | - | ------- | ----- | ------ |
| 1.  | Schweiz  | 3   | 3 | 0 | 0 | 006:000 | +6    | 09     |
| 2.  | Belarus  | 3   | 1 | 0 | 2 | 003:500 | −2    | 03     |
| 3.  | Island   | 3   | 1 | 0 | 2 | 003:500 | −2    | 03     |
| 4.  | Dänemark | 3   | 1 | 0 | 2 | 003:500 | −2    | 03     |

| |   |          |           |
| Sa., 11. Juni 2011 in Aarhus |   |          |           |
| Belarus | – | Island   | 2:0 (0:0) |
| Torschützen: 1:0 Andrej Warankou (77., Strafstoß), 2:0 Maksim Skawysch (87.) Schiedsrichter: Aleksandar Stavrev                                                  |   |          |           |
| Sa., 11. Juni 2011 in Aalborg |   |          |           |
| Dänemark | – | Schweiz  | 0:1 (0:0) |
| Torschützen: 0:1 Xherdan Shaqiri (48.) Schiedsrichter: Robert Schörgenhofer                                                                                      |   |          |           |
| Di., 14. Juni 2011 in Aalborg |   |          |           |
| Schweiz | – | Island   | 2:0 (2:0) |
| Torschützen: 1:0 Fabian Frei (1.), 2:0 Innocent Emeghara (40.) Schiedsrichter: Marijo Strahonja                                                                  |   |          |           |
| Di., 14. Juni 2011 in Aarhus |   |          |           |
| Dänemark | – | Belarus  | 2:1 (1:1) |
| Torschützen: 0:1 Dsmitryj Baha (20.), 1:1 Christian Eriksen (22., Strafstoß-Nachschuss), 2:1 Nicolai Jørgensen (71.) Schiedsrichter: Paolo Tagliavento           |   |          |           |
| Sa., 18. Juni 2011 in Aalborg |   |          |           |
| Island | – | Dänemark | 3:1 (0:0) |
| Torschützen: 1:0 Kolbeinn Sigþórsson (58.), 2:0 Birkir Bjarnason (60.), 2:1 Bashkim Kadrii (81.), 3:1 Hjörtur Valgarðsson (90.+2') Schiedsrichter: Milorad Mažić |   |          |           |
| Sa., 18. Juni 2011 in Aarhus |   |          |           |
| Schweiz | – | Belarus  | 3:0 (2:0) |
| Torschützen: 1:0 Admir Mehmedi (6., Strafstoß), 2:0 Admir Mehmedi (43.), 3:0 Frank Feltscher (93.) Schiedsrichter: Markus Strömbergsson                          |   |          |           |

### Gruppe B

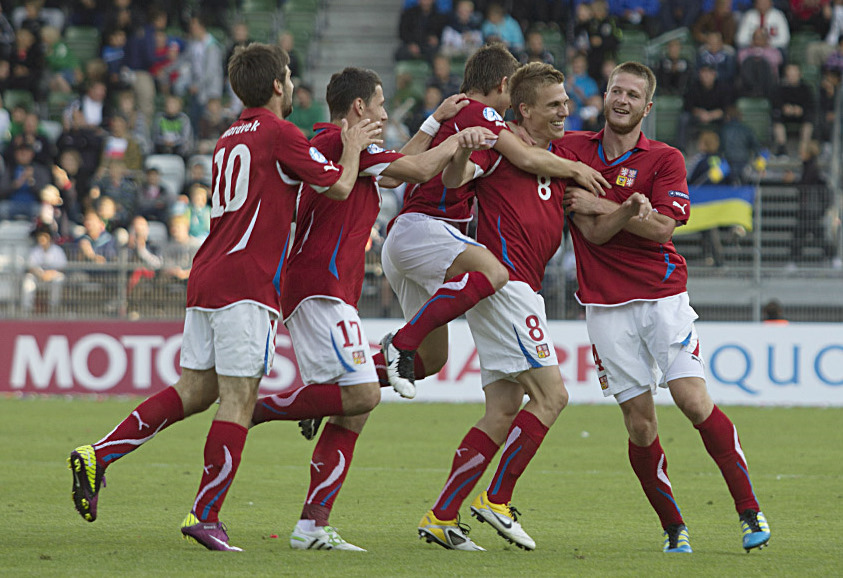
Spieler der tschechischen Mannschaft nach Bořek Dočkals (Nr. 8) 2:0 gegen die Ukraine

| Pl. | Land       | Sp. | S | U | N | Tore    | Diff. | Punkte |
| --- | ---------- | --- | - | - | - | ------- | ----- | ------ |
| 1.  | Spanien    | 3   | 2 | 1 | 0 | 006:100 | +5    | 07     |
| 2.  | Tschechien | 3   | 2 | 0 | 1 | 004:400 | ±0    | 06     |
| 3.  | England    | 3   | 0 | 2 | 1 | 002:300 | −1    | 02     |
| 4.  | Ukraine    | 3   | 0 | 1 | 2 | 001:500 | −4    | 01     |

| |   |            |           |
| So., 12. Juni 2011 in Viborg |   |            |           |
| Tschechien | – | Ukraine    | 2:1 (0:0) |
| Torschützen: 1:0 Bořek Dočkal (49.), 2:0 Bořek Dočkal (56.), 2:1 Maksym Bilyi (87.) Schiedsrichter: Milorad Mažić                                                                                       |   |            |           |
| So., 12. Juni 2011 in Herning |   |            |           |
| Spanien | – | England    | 1:1 (1:0) |
| Torschützen: 1:0 Ander Herrera (14.), 1:1 Danny Welbeck (87.) Schiedsrichter: Markus Strömbergsson |   |            |           |
| Mi., 15. Juni 2011 in Viborg |   |            |           |
| Tschechien | – | Spanien    | 0:2 (0:1) |
| Torschützen: 0:1 Adrián López (27.), 0:2 Adrián López (47.) Schiedsrichter: Robert Schörgenhofer |   |            |           |
| Mi., 15. Juni 2011 in Herning |   |            |           |
| Ukraine | – | England    | 0:0       |
| Schiedsrichter: Aleksandar Stavrev |   |            |           |
| So., 19. Juni 2011 in Viborg |   |            |           |
| England | – | Tschechien | 1:2 (0:0) |
| Torschützen: 1:0 Danny Welbeck (76.), 1:1 Jan Chramosta (89.), 1:2 Tomáš Pekhart (90.+4') Schiedsrichter: Paolo Tagliavento                                                                             |   |            |           |
| So., 19. Juni 2011 in Herning |   |            |           |
| Ukraine | – | Spanien    | 0:3 (0:2) |
| Torschützen: 0:1 Juan Mata (10.), 0:2 Adrián López (27.), 0:3 Adrián López Juan Mata (72., Strafstoß); Jewhen Konopljanka vergab einen Strafstoß für die Ukraine (75.) Schiedsrichter: Marijo Strahonja |   |            |           |

## Finalrunde

### Halbfinale
| |   |            |                      |
| Mi., 22. Juni 2011 in Viborg |   |            |                      |
| Spanien | – | Belarus    | 3:1 n. V. (1:1, 0:1) |
| Torschützen: 0:1 Andrej Warankou (38.), 1:1 Adrián López (89.), 2:1 Adrián (105.), 3:1 Jeffrén (113.) Schiedsrichter: Markus Strömbergsson |   |            |                      |
| Mi., 22. Juni 2011 in Herning |   |            |                      |
| Schweiz | – | Tschechien | 1:0 n. V.            |
| Torschützen: 1:0 Admir Mehmedi (114.) Schiedsrichter: Robert Schörgenhofer                                                                 |   |            |                      |

### Entscheidungsspiel für die Olympischen Spiele
Die vier britischen Fußballverbände hatten sich geeinigt, dass England eine Mannschaft stellen und als automatisch qualifiziertes Team das Gastgeberland unter der Bezeichnung Großbritannien vertreten soll. Von den sieben verbliebenen Mannschaften bei der UEFA U‑21‑Europameisterschaft qualifizierten sich die drei besten Teams als Vertreter Europas für das olympische Fußballturnier 2012 in London. Da England nicht das Halbfinale erreichte, wurde ein Entscheidungsspiel der beiden unterlegenen Halbfinalisten erforderlich.
Durch den 1:0-Sieg gegen Tschechien, die ab der 75. Spielminute nach einer gelb-roten Karte ohne Lukáš Vácha auskommen mussten, qualifizierte sich Belarus zusammen mit den beiden Finalisten für die Olympischen Sommerspiele.
| Paarung        | Tschechien – Belarus |
| Ergebnis       | 0:1 (0:0) |
| Datum          | 25. Juni 2011 um 15:00 Uhr |
| Stadion        | Aalborg Stadion, Aalborg |
| Zuschauer      | 817 |
| Schiedsrichter | Milorad Mažić ( Serbien) |
| Tore           | 0:1 Egor Filipenko (88.) |
| Tschechien     | Tomáš Vaclík; Jan Lecjaks (13. Jan Kovařík), Ondřej Mazuch, Marek Suchý, Ondřej Čelůstka; Marcel Gecov; Adam Hloušek (46. Libor Kozák), Tomáš Hořava, Lukáš Vácha, Bořek Dočkal; Jan Chramosta (83. Václav Kadlec) System 4-1-4-1 Cheftrainer: Jakub Dovalil                                                                   |
| Belarus        | Aljaksandr Hutar; Sjarhej Mazwejtschyk (76. Dsjanis Paljakou), Sjarhej Palizewitsch, Jahor Filipenka, Aleh Werazila; Pawel Njachajtschyk, Michail Siwakou, Stanislau Drahun, Aljaksandr Perapetschka (34. Dsmitryj Baha); Maksim Skawysch (83. Dsmitryj Rekisch), Andrej Warankou System 4-4-2 Cheftrainer: Heorhij Kandrazjeu |
| Gelbe Karten   | Lukáš Vácha (31.), Libor Kozák (78.), Marcel Gecov (82.) – Aleh Werazila (26.), Andrej Warankou (44.), Maksim Skawysch (60.), Aljaksandr Hutar (90.+1') |
| Platzverweise  | Lukáš Vácha (75.) – keine |

### Finale
Während sich die Schweiz erstmals in der Geschichte dieses Bewerbs für das Endspiel qualifiziert hatte und schon dadurch einen riesigen Erfolg landete, stand Spanien nach 1984, 1986 und 1998 zum vierten Mal im Finale. Die Spanier hatten von Beginn an mehr Spielanteile und nutzten sie kurz vor dem Seitenwechsel diese Überlegenheit zur 1:0-Führung. Die Schweizer versuchten nach der Pause vergeblich, den Rückstand zu egalisieren, da die Spanier nicht nur das Spiel neutralisierten, sondern im Finish noch einen Treffer zum 2:0 erzielten. Damit holten sich die Spanier nach 1986 und 1998 zum dritten Mal den Sieg bei der U-21-Fußball-Europameisterschaft. Mit dem im Finale leer ausgegangenen Adrián López stellte der Europameister auch den Gewinner des Goldenen Schuhs.
| Paarung        | Schweiz – Spanien |
| Ergebnis       | 0:2 (0:1) |
| Datum          | 25. Juni 2011 um 20:45 Uhr |
| Stadion        | Aarhus Stadion, Aarhus |
| Zuschauer      | 16.100 |
| Schiedsrichter | Paolo Tagliavento ( Italien) |
| Tore           | 0:1 Ander Herrera (41.), 0:2 Thiago (81.) |
| Schweiz        | Yann Sommer; Gaetano Berardi, Jonathan Rossini, Timm Klose, Philippe Koch; Fabian Lustenberger; Innocent Emeghara (53. Mario Gavranović), Fabian Frei (54. Amir Abrashi), Granit Xhaka (67. Pajtim Kasami), Xherdan Shaqiri; Admir Mehmedi System 4-1-4-1 Cheftrainer: Pierluigi Tami |
| Spanien        | David de Gea; Dídac Vilà, Álvaro Domínguez, Alberto Botía, Martín Montoya; Javi Martínez; Iker Muniain (85. Dani Parejo), Ander Herrera (90. Diego Capel), Thiago, Juan Mata; Adrián López (80. Jeffrén) System 4-1-4-1 Cheftrainer: Luis Milla                                       |
| Gelbe Karten   | Fabian Lustenberger (16.), Gaetano Berardi (61.) – Javi Martínez (77.), David de Gea (90.+4') |

## Beste Torschützen
Der beste Torschütze der Endrunde wurde mit dem Goldenen Schuh ausgezeichnet.
| Platz | Spieler         | Tore |
| ----- | --------------- | ---- |
| 1     | Adrián López    | 5    |
| 2     | Admir Mehmedi   | 3    |
| 3     | Bořek Dočkal    | 2    |
|       | Ander Herrera   | 2    |
|       | Juan Mata       | 2    |
|       | Andrej Warankou | 2    |
|       | Danny Welbeck   | 2    |

## Allstar-Team
Das technische Team der UEFA ernannte nach Abschluss des Turniers ein Allstar-Team.
| Torhüter                              | Abwehr | Mittelfeld                                                                        | Stürmer                                                                                   | Bester Spieler |
| ------------------------------------- | --- | --------------------------------------------------------------------------------- | ----------------------------------------------------------------------------------------- | -------------- |
| David de Gea Yann Sommer Tomáš Vaclík | Nicolai Boilesen Ondřej Čelůstka Dídac Vilà Timm Klose Jaroslaw Rakyzkyj Jonathan Rossini Chris Smalling Kyle Walker | Christian Eriksen Marcel Gecov Ander Herrera Javi Martínez Michail Siwakou Thiago | Adrián López Juan Mata Admir Mehmedi Xherdan Shaqiri Kolbeinn Sigþórsson Daniel Sturridge | Juan Mata      |

## Schiedsrichter

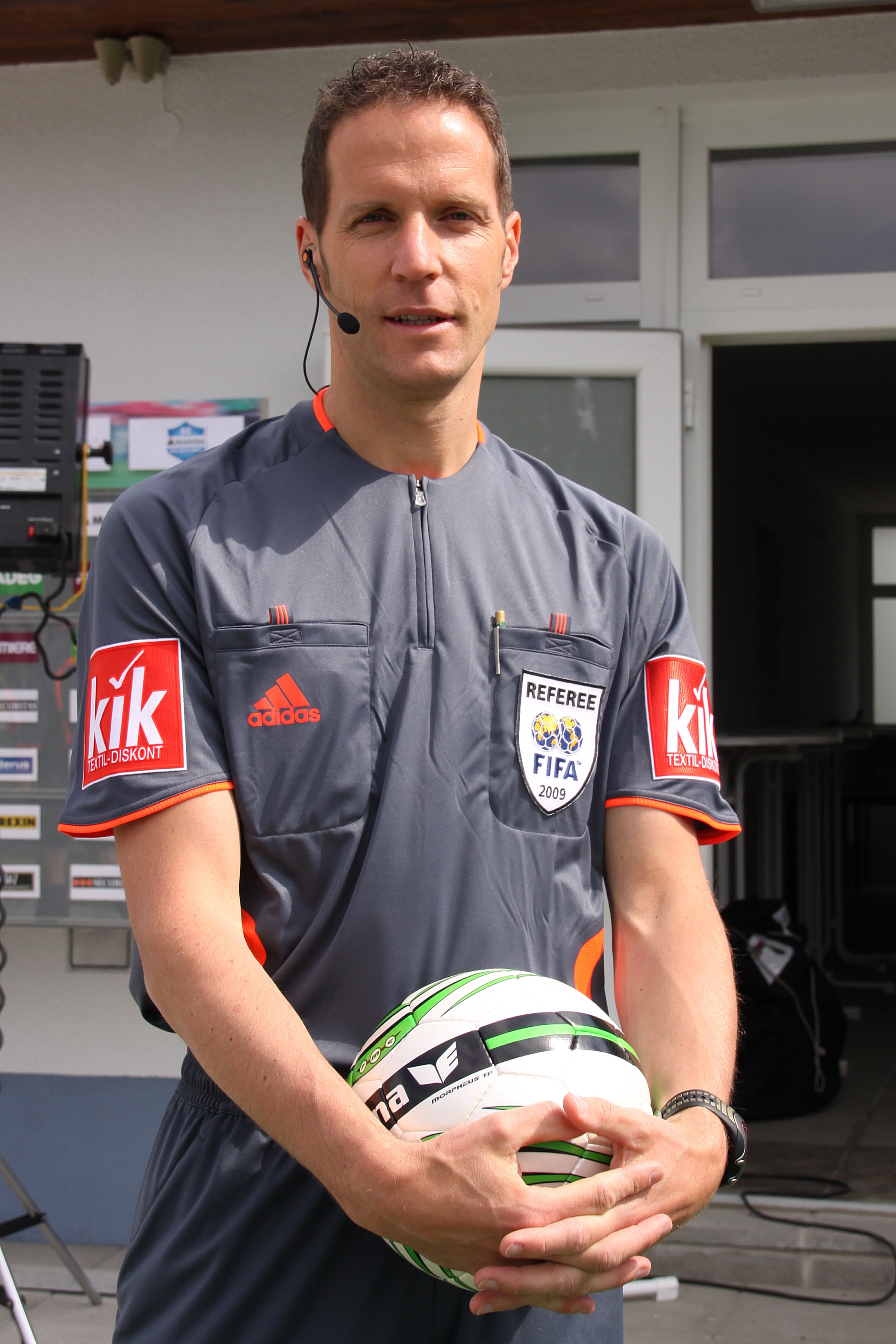
Österreichs Beitrag zur U-21-EM: FIFA-Schiedsrichter Robert Schörgenhofer.

Die Spiele der Europameisterschaft wurden von sechs Schiedsrichtern geleitet. Diese wurden von acht Linienrichtern sowie zwei Vierten Offiziellen unterstützt. Ältester Unparteiischer war der Italiener Paolo Tagliavento mit 38 Jahren, jüngster Spielleiter der Mazedonier Aleksandar Stavrev mit 34 Jahren, und jüngster Schiedsrichterassistent der Ire Damien McGrath mit 30 Jahren. Alle 16 Unparteiischen gehörten verschiedenen Nationen an.
| Schiedsrichter       | Jahrgang | Linienrichter       | Jahrgang | Vierte Offizielle | Jahrgang |
| -------------------- | -------- | ------------------- | -------- | ----------------- | -------- |
| Robert Schörgenhofer | 1973     | Michael Soteriou    | 1979     | Kenn Hansen       | 1980     |
| Marijo Strahonja     | 1975     | Jukka-Pekka Koskela | 1978     | Liran Liany       | 1977     |
| Paolo Tagliavento    | 1972     | Mark Borsch         | 1977     |                   |          |
| Aleksandar Stavrev   | 1977     | Christos Akrivos    | 1976     |                   |          |
| Milorad Mažić        | 1973     | Damien McGrath      | 1980     |                   |          |
| Markus Strömbergsson | 1975     | Vytautas Šimkus     | 1975     |                   |          |
|                      |          | Marcin Borkowski    | 1979     |                   |          |
|                      |          | Venâncio Tomé       | 1974     |                   |          |